# Football aux Jeux asiatiques de 2010

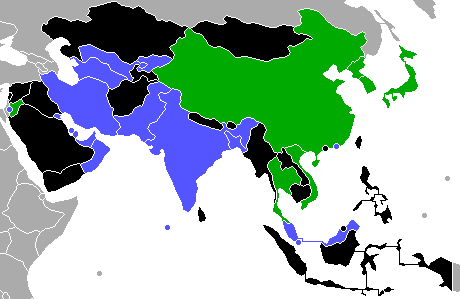
Pays participant aux jeux asiatiques de 2010

L'épreuve de football des Jeux Asiatiques de 2010 s'est déroulée à Guangzhou, Guangdong, en Chine du 7 au 25 novembre. Pour ce tournoi, 24 équipes ont participé à l'épreuve masculine, et 7 équipes à l'épreuve féminine.
Pour l'épreuve masculine, l'âge des joueurs est limité à 23 ans, comme pour les Jeux Olympiques. Seuls trois joueurs avec un âge supérieur sont autorisés à jouer pour chaque équipe.

## Résultats
Tableau des médailles
| Rang  | Nation              | Or | Argent | Bronze | Total |
| ----- | ------------------- | -- | ------ | ------ | ----- |
| 1     | Japon               | 2  | 0      | 0      | 2     |
| 2     | Émirats arabes unis | 0  | 1      | 0      | 1     |
| 2     | Corée du Nord       | 0  | 1      | 0      | 1     |
| 4     | Corée du Sud        | 0  | 0      | 2      | 2     |
| Total | Total               | 2  | 2      | 2      | 6     |

Les heures sont exprimées en heure locale, c'est-à-dire UTC+8.

### Hommes

#### Phase de groupes

##### Groupe A
| Équipe       | J | G | N | P | Bp | Bc | Diff | Pts |
| ------------ | - | - | - | - | -- | -- | ---- | --- |
| Japon        | 3 | 3 | 0 | 0 | 8  | 0  | +8   | 9   |
| Chine        | 3 | 2 | 0 | 1 | 5  | 4  | +1   | 6   |
| Malaisie     | 3 | 1 | 0 | 2 | 2  | 6  | −4   | 3   |
| Kirghizistan | 3 | 0 | 0 | 3 | 2  | 7  | −5   | 0   |

| 8 novembre | Malaisie | 2 – 1 | Kirghizistan | Huadu Stadium, Guangzhou |
| 16:00      |          |       |              |                          |

| 8 novembre | Chine | 0 – 3 | Japon | Tianhe Stadium, Guangzhou |
| 19:00      |       |       |       |                           |

| 10 novembre | Malaisie | 0 – 2 | Japon | Huadu Stadium, Guangzhou |
| 16:00       |          |       |       |                          |

| 10 novembre | Chine | 2 – 1 | Kirghizistan | Tianhe Stadium, Guangzhou |
| 19:00       |       |       |              |                           |

| 13 novembre | Chine | 3 – 0 | Malaisie | Tianhe Stadium, Guangzhou |
| 19:00       |       |       |          |                           |

| 13 novembre | Kirghizistan | 0 – 3 | Japon | Huadu Stadium, Guangzhou |
| 19:00       |              |       |       |                          |

##### Groupe B
| Équipe       | J | G | N | P | Bp | Bc | Diff | Pts |
| ------------ | - | - | - | - | -- | -- | ---- | --- |
| Iran         | 3 | 3 | 0 | 0 | 6  | 1  | +5   | 9   |
| Turkménistan | 3 | 1 | 1 | 1 | 8  | 7  | +1   | 4   |
| Viêt Nam     | 3 | 1 | 0 | 2 | 5  | 8  | –3   | 3   |
| Bahreïn      | 3 | 0 | 1 | 2 | 2  | 5  | −3   | 1   |

| 8 novembre | Viêt Nam | 3 – 1 | Bahreïn | Guangdong People's Stadium, Guangzhou |
| 16:00      |          |       |         |                                       |

| 8 novembre | Iran | 4 – 1 | Turkménistan | University City Stadium, Guangzhou |
| 19:00      |      |       |              |                                    |

| 10 novembre | Viêt Nam | 2 – 6 | Turkménistan | Guangdong People's Stadium, Guangzhou |
| 16:00       |          |       |              |                                       |

| 10 novembre | Iran | 1 – 0 | Bahreïn | University City Stadium, Guangzhou |
| 19:00       |      |       |         |                                    |

| 13 novembre | Iran | 1 – 0 | Viêt Nam | University City Stadium, Guangzhou |
| 19:00       |      |       |          |                                    |

| 13 novembre | Bahreïn | 1 – 1 | Turkménistan | Guangdong People's Stadium, Guangzhou |
| 19:00       |         |       |              |                                       |

##### Groupe C
| Équipe        | J | G | N | P | Bp | Bc | Diff | Pts |
| ------------- | - | - | - | - | -- | -- | ---- | --- |
| Corée du Nord | 3 | 3 | 0 | 0 | 7  | 0  | +7   | 9   |
| Corée du Sud  | 3 | 2 | 0 | 1 | 7  | 1  | +6   | 6   |
| Palestine     | 3 | 0 | 1 | 2 | 0  | 6  | –6   | 1   |
| Jordanie      | 3 | 0 | 1 | 2 | 0  | 7  | –7   | 1   |

| 8 novembre | Corée du Sud | 0 – 1 | Corée du Nord | Yuexiushan Stadium, Guangzhou |
| 16:00      |              |       |               |                               |

| 8 novembre | Palestine | 0 – 0 | Jordanie | Yingdong Stadium, Guangzhou |
| 19:00      |           |       |          |                             |

| 10 novembre | Corée du Sud | 4 – 0 | Jordanie | Yuexiushan Stadium, Guangzhou |
| 16:00       |              |       |          |                               |

| 10 novembre | Palestine | 0 – 3 | Corée du Nord | Yingdong Stadium, Guangzhou |
| 19:00       |           |       |               |                             |

| 13 novembre | Corée du Sud | 3 – 0 | Palestine | Yuexiushan Stadium, Guangzhou |
| 16:00       |              |       |           |                               |

| 13 novembre | Jordanie | 0 – 3 | Corée du Nord | Yingdong Stadium, Guangzhou |
| 16:00       |          |       |               |                             |

##### Groupe D
| Équipe    | J | G | N | P | Bp | Bc | Diff | Pts |
| --------- | - | - | - | - | -- | -- | ---- | --- |
| Qatar     | 3 | 2 | 1 | 0 | 4  | 1  | +3   | 7   |
| Koweït    | 3 | 2 | 0 | 1 | 4  | 2  | +2   | 6   |
| Inde      | 3 | 1 | 0 | 2 | 5  | 5  | 0    | 3   |
| Singapour | 3 | 0 | 1 | 2 | 1  | 6  | −5   | 1   |

| 7 novembre | Koweït | 2 – 0 | Inde | Huadu Stadium, Guangzhou |
| 16:00      |        |       |      |                          |

| 7 novembre | Qatar | 0 – 0 | Singapour | Yingdong Stadium, Guangzhou |
| 19:00      |       |       |           |                             |

| 9 novembre | Qatar | 2 – 1 | Inde | Huadu Stadium, Guangzhou |
| 16:00      |       |       |      |                          |

| 9 novembre | Koweït | 2 – 0 | Singapour | Yingdong Stadium, Guangzhou |
| 19:00      |        |       |           |                             |

| 11 novembre | Inde | 4 – 1 | Singapour | Huadu Stadium, Guangzhou |
| 19:00       |      |       |           |                          |

| 11 novembre | Qatar | 2 – 0 | Koweït | Yingdong Stadium, Guangzhou |
| 19:00       |       |       |        |                             |

##### Groupe E
| Équipe              | J | G | N | P | Bp | Bc | Diff | Pts |
| ------------------- | - | - | - | - | -- | -- | ---- | --- |
| Émirats arabes unis | 3 | 2 | 1 | 0 | 7  | 1  | +6   | 7   |
| Hong Kong           | 3 | 2 | 1 | 0 | 6  | 2  | +4   | 7   |
| Ouzbékistan         | 3 | 1 | 0 | 2 | 3  | 4  | –1   | 3   |
| Bangladesh          | 3 | 0 | 0 | 3 | 1  | 10 | −9   | 0   |

| 7 novembre | Ouzbékistan | 3 – 0 | Bangladesh | Yingdong Stadium, Guangzhou |
| 16:00      |             |       |            |                             |

| 7 novembre | Émirats arabes unis | 1 – 1 | Hong Kong | Huadu Stadium, Guangzhou |
| 19:00      |                     |       |           |                          |

| 9 novembre | Émirats arabes unis | 3 – 0 | Bangladesh | Yingdong Stadium, Guangzhou |
| 16:00      |                     |       |            |                             |

| 9 novembre | Ouzbékistan | 0 – 1 | Hong Kong | Huadu Stadium, Guangzhou |
| 19:00      |             |       |           |                          |

| 11 novembre | Hong Kong | 4 – 1 | Bangladesh | Huadu Stadium, Guangzhou |
| 16:00       |           |       |            |                          |

| 11 novembre | Ouzbékistan | 0 – 3 | Émirats arabes unis | Yingdong Stadium, Guangzhou |
| 16:00       |             |       |                     |                             |

##### Groupe F
| Équipe    | J | G | N | P | Bp | Bc | Diff | Pts |
| --------- | - | - | - | - | -- | -- | ---- | --- |
| Oman      | 3 | 2 | 1 | 0 | 6  | 1  | +5   | 7   |
| Thaïlande | 3 | 1 | 2 | 0 | 7  | 1  | +6   | 5   |
| Maldives  | 3 | 0 | 2 | 1 | 0  | 3  | −3   | 2   |
| Pakistan  | 3 | 0 | 1 | 2 | 0  | 8  | −8   | 1   |

| 7 novembre | Maldives | 0 – 3 | Oman | Guangdong People's Stadium, Guangzhou |
| 16:00      |          |       |      |                                       |

| 7 novembre | Thaïlande | 6 – 0 | Pakistan | Huangpu Sports Center, Guangzhou |
| 19:00      |           |       |          |                                  |

| 9 novembre | Thaïlande | 1 – 1 | Oman | Guangdong People's Stadium, Guangzhou |
| 16:00      |           |       |      |                                       |

| 9 novembre | Maldives | 0 – 0 | Pakistan | Huangpu Sports Center, Guangzhou |
| 19:00      |          |       |          |                                  |

| 11 novembre | Oman | 2 – 0 | Pakistan | Guangdong People's Stadium, Guangzhou |
| 19:00       |      |       |          |                                       |

| 11 novembre | Thaïlande | 0 – 0 | Maldives | Huangpu Sports Center, Guangzhou |
| 19:00       |           |       |          |                                  |

##### Meilleurs troisièmes
Les quatre meilleurs troisièmes sont qualifiés pour les huitièmes de finale.
| Group | Équipe      | J | G | N | P | Bp | Bc | Diff | Pts |
| ----- | ----------- | - | - | - | - | -- | -- | ---- | --- |
| D     | Inde        | 3 | 1 | 0 | 2 | 5  | 5  | 0    | 3   |
| E     | Ouzbékistan | 3 | 1 | 0 | 2 | 3  | 4  | –1   | 3   |
| B     | Viêt Nam    | 3 | 1 | 0 | 2 | 5  | 8  | –3   | 3   |
| A     | Malaisie    | 3 | 1 | 0 | 2 | 2  | 6  | –4   | 3   |
| F     | Maldives    | 3 | 0 | 2 | 1 | 0  | 3  | −3   | 2   |
| C     | Palestine   | 3 | 0 | 1 | 2 | 0  | 6  | –6   | 1   |

#### Tableau final
|  | Huitièmes de finale               | Huitièmes de finale          |                           |                          | Quarts de finale          | Quarts de finale          |   |  | Demi-finales                 | Demi-finales                 |  |  | Finale                   | Finale                   |
|  | Huitièmes de finale               | Huitièmes de finale          |                           |                          | Quarts de finale          | Quarts de finale          |   |  | Demi-finales                 | Demi-finales                 |  |  | Finale                   | Finale                   |
|  |                                   |                              |                           |                          |                           |                           |   |  |                              |                              |  |  |                          |                          |
|  | 16 novembre 15:30 Huangpu         | 16 novembre 15:30 Huangpu    |                           |                          | 19 novembre 15:30 Huangpu | 19 novembre 15:30 Huangpu |   |  | 23 novembre 19:00 Yuexiushan | 23 novembre 19:00 Yuexiushan |  |  | 25 novembre 19:00 Tianhe | 25 novembre 19:00 Tianhe |
|  | 16 novembre 15:30 Huangpu         | 16 novembre 15:30 Huangpu    |                           |                          | 19 novembre 15:30 Huangpu | 19 novembre 15:30 Huangpu |   |  | 23 novembre 19:00 Yuexiushan | 23 novembre 19:00 Yuexiushan |  |  | 25 novembre 19:00 Tianhe | 25 novembre 19:00 Tianhe |
|  | Japon                             | 5                            |                           |                          | 19 novembre 15:30 Huangpu | 19 novembre 15:30 Huangpu |   |  | 23 novembre 19:00 Yuexiushan | 23 novembre 19:00 Yuexiushan |  |  | 25 novembre 19:00 Tianhe | 25 novembre 19:00 Tianhe |
|  | Japon                             | 5                            |                           |                          | 19 novembre 15:30 Huangpu | 19 novembre 15:30 Huangpu |   |  | 23 novembre 19:00 Yuexiushan | 23 novembre 19:00 Yuexiushan |  |  | 25 novembre 19:00 Tianhe | 25 novembre 19:00 Tianhe |
|  | Inde                              | 0                            |                           |                          | 19 novembre 15:30 Huangpu | 19 novembre 15:30 Huangpu |   |  | 23 novembre 19:00 Yuexiushan | 23 novembre 19:00 Yuexiushan |  |  | 25 novembre 19:00 Tianhe | 25 novembre 19:00 Tianhe |
|  | Inde                              | 0                            | Japon                     | 1                        |                           |                           |   |  | 23 novembre 19:00 Yuexiushan | 23 novembre 19:00 Yuexiushan |  |  | 25 novembre 19:00 Tianhe | 25 novembre 19:00 Tianhe |
|  | 16 novembre 19:00 Yuexiushan      |                              | Japon                     | 1                        |                           |                           |   |  | 23 novembre 19:00 Yuexiushan | 23 novembre 19:00 Yuexiushan |  |  | 25 novembre 19:00 Tianhe | 25 novembre 19:00 Tianhe |
|  |                                   | Thaïlande                    | 0                         |                          |                           |                           |   |  | 23 novembre 19:00 Yuexiushan | 23 novembre 19:00 Yuexiushan |  |  | 25 novembre 19:00 Tianhe | 25 novembre 19:00 Tianhe |
|  | Turkménistan                      | Thaïlande                    | 0                         | 0                        |                           |                           |   |  | 23 novembre 19:00 Yuexiushan | 23 novembre 19:00 Yuexiushan |  |  | 25 novembre 19:00 Tianhe | 25 novembre 19:00 Tianhe |
|  | Turkménistan                      | 19 novembre 19:00 Huangpu    |                           | 0                        |                           |                           |   |  | 23 novembre 19:00 Yuexiushan | 23 novembre 19:00 Yuexiushan |  |  | 25 novembre 19:00 Tianhe | 25 novembre 19:00 Tianhe |
|  | Thaïlande a. p.                   | 1                            |                           |                          |                           |                           |   |  | 23 novembre 19:00 Yuexiushan | 23 novembre 19:00 Yuexiushan |  |  | 25 novembre 19:00 Tianhe | 25 novembre 19:00 Tianhe |
|  | Thaïlande a. p.                   | 1                            | Japon                     | 2                        |                           |                           |   |  |                              |                              |  |  | 25 novembre 19:00 Tianhe | 25 novembre 19:00 Tianhe |
|  | 15 novembre 16:00 Yuexiushan      |                              | Japon                     | 2                        |                           |                           |   |  |                              |                              |  |  | 25 novembre 19:00 Tianhe | 25 novembre 19:00 Tianhe |
|  |                                   | Iran                         | 1                         |                          |                           |                           |   |  |                              |                              |  |  | 25 novembre 19:00 Tianhe | 25 novembre 19:00 Tianhe |
|  | Iran                              | Iran                         | 1                         | 3                        |                           |                           |   |  |                              |                              |  |  | 25 novembre 19:00 Tianhe | 25 novembre 19:00 Tianhe |
|  | Iran                              | 23 novembre 19:00 Tianhe     |                           | 3                        |                           |                           |   |  |                              |                              |  |  | 25 novembre 19:00 Tianhe | 25 novembre 19:00 Tianhe |
|  | Malaisie                          | 1                            |                           |                          |                           |                           |   |  |                              |                              |  |  | 25 novembre 19:00 Tianhe | 25 novembre 19:00 Tianhe |
|  | Malaisie                          | 1                            | Iran                      | 1                        |                           |                           |   |  |                              |                              |  |  | 25 novembre 19:00 Tianhe | 25 novembre 19:00 Tianhe |
|  | 15 novembre 16:00 Huangpu         |                              | Iran                      | 1                        |                           |                           |   |  |                              |                              |  |  | 25 novembre 19:00 Tianhe | 25 novembre 19:00 Tianhe |
|  |                                   | Oman                         | 0                         |                          |                           |                           |   |  |                              |                              |  |  | 25 novembre 19:00 Tianhe | 25 novembre 19:00 Tianhe |
|  | Oman                              | Oman                         | 0                         | 3                        |                           |                           |   |  |                              |                              |  |  | 25 novembre 19:00 Tianhe | 25 novembre 19:00 Tianhe |
|  | Oman                              | 19 novembre 16:00 Yuexiushan |                           | 3                        |                           |                           |   |  |                              |                              |  |  | 25 novembre 19:00 Tianhe | 25 novembre 19:00 Tianhe |
|  | Hong Kong                         | 0                            |                           |                          |                           |                           |   |  |                              |                              |  |  | 25 novembre 19:00 Tianhe | 25 novembre 19:00 Tianhe |
|  | Hong Kong                         | 0                            | Japon                     | 1                        |                           |                           |   |  |                              |                              |  |  |                          |                          |
|  | 16 novembre 15:30 Yuexiushan      |                              | Japon                     | 1                        |                           |                           |   |  |                              |                              |  |  |                          |                          |
|  |                                   | Émirats arabes unis          | 0                         |                          |                           |                           |   |  |                              |                              |  |  |                          |                          |
|  | Corée du Nord                     | Émirats arabes unis          | 0                         | 2                        |                           |                           |   |  |                              |                              |  |  |                          |                          |
|  | Corée du Nord                     |                              |                           | 2                        |                           |                           |   |  |                              |                              |  |  |                          |                          |
|  | Viêt Nam                          | 0                            |                           |                          |                           |                           |   |  |                              |                              |  |  |                          |                          |
|  | Viêt Nam                          | 0                            | Corée du Nord             | 0 (8)                    |                           |                           |   |  |                              |                              |  |  |                          |                          |
|  | 16 novembre 19:00 Tianhe          |                              | Corée du Nord             | 0 (8)                    |                           |                           |   |  |                              |                              |  |  |                          |                          |
|  |                                   | Émirats arabes unis t. a. b. | 0 (9)                     |                          |                           |                           |   |  |                              |                              |  |  |                          |                          |
|  | Émirats arabes unis               | Émirats arabes unis t. a. b. | 0 (9)                     | 2                        |                           |                           |   |  |                              |                              |  |  |                          |                          |
|  | Émirats arabes unis               | 19 novembre 19:00 Tianhe     |                           | 2                        |                           |                           |   |  |                              |                              |  |  |                          |                          |
|  | Koweït                            | 0                            |                           |                          |                           |                           |   |  |                              |                              |  |  |                          |                          |
|  | Koweït                            | 0                            | Émirats arabes unis a. p. | 1                        |                           |                           |   |  |                              |                              |  |  |                          |                          |
|  | 15 novembre 19:00 University City |                              | Émirats arabes unis a. p. | 1                        |                           |                           |   |  |                              |                              |  |  |                          |                          |
|  |                                   | Corée du Sud                 | 0                         |                          |                           |                           |   |  |                              |                              |  |  |                          |                          |
|  | Qatar                             | Corée du Sud                 | 0                         | 0                        |                           |                           |   |  |                              |                              |  |  |                          |                          |
|  | Qatar                             |                              |                           | 0                        |                           |                           |   |  |                              |                              |  |  |                          |                          |
|  | Ouzbékistan a. p.                 | 1                            |                           | Match pour la 3e place   | Match pour la 3e place    |                           |   |  |                              |                              |  |  |                          |                          |
|  | Ouzbékistan a. p.                 | 1                            | Ouzbékistan               | Match pour la 3e place   | Match pour la 3e place    | 1                         |   |  |                              |                              |  |  |                          |                          |
|  | 15 novembre 19:00 Tianhe          | 15 novembre 19:00 Tianhe     | Ouzbékistan               | 25 novembre 16:00 Tianhe | 25 novembre 16:00 Tianhe  | 1                         |   |  |                              |                              |  |  |                          |                          |
|  | 15 novembre 19:00 Tianhe          | 15 novembre 19:00 Tianhe     |                           | 25 novembre 16:00 Tianhe | 25 novembre 16:00 Tianhe  | Corée du Sud a. p.        | 3 |  |                              |                              |  |  |                          |                          |
|  | Chine                             | 0                            | Iran                      | 3                        |                           | Corée du Sud a. p.        | 3 |  |                              |                              |  |  |                          |                          |
|  | Chine                             | 0                            | Iran                      | 3                        |                           |                           |   |  |                              |                              |  |  |                          |                          |
|  | Corée du Sud                      | 3                            |                           | Corée du Sud             | 4                         |                           |   |  |                              |                              |  |  |                          |                          |
|  | Corée du Sud                      | 3                            |                           | Corée du Sud             | 4                         |                           |   |  |                              |                              |  |  |                          |                          |

### Femmes

#### Phase de groupes

##### Groupe A
| Équipe       | J | G | N | P | Bp | Bc | Diff | Pts |
| ------------ | - | - | - | - | -- | -- | ---- | --- |
| Corée du Sud | 3 | 2 | 1 | 0 | 11 | 1  | +10  | 7   |
| Chine        | 3 | 2 | 1 | 0 | 11 | 1  | +10  | 7   |
| Viêt Nam     | 3 | 1 | 0 | 2 | 4  | 7  | −3   | 3   |
| Jordanie     | 3 | 0 | 0 | 3 | 1  | 18 | −17  | 0   |

Note: La Chine et la Corée du Sud ont terminé la phase de poules avec exactement le même nombre de points. Une séance de tirs au but a été jouée pour les départager. La Corée du Sud a gagné la séance sur un score de 8-7, et se voit donc prendre la première place du groupe.
| 14 novembre | Corée du Sud | 6 – 1 | Viêt Nam | University City Stadium, Guangzhou |
| 16:00       |              |       |          |                                    |

| 14 novembre | Chine | 10 – 1 | Jordanie | University City Stadium, Guangzhou |
| 19:00       |       |        |          |                                    |

| 16 novembre | Jordanie | 0 – 5 | Corée du Sud | University City Stadium, Guangzhou |
| 16:00       |          |       |              |                                    |

| 16 novembre | Chine | 1 – 0 | Viêt Nam | University City Stadium, Guangzhou |
| 19:00       |       |       |          |                                    |

| 18 novembre | Chine             | 0 – 0 | Corée du Sud | University City Stadium, Guangzhou |
| 19:00       |                   |       |              |                                    |
|             | Tirs au but 7 – 8 |       |              |                                    |

| 18 novembre | Viêt Nam | 3 – 0 | Jordanie | Huangpu Sports Center, Guangzhou |
| 19:00       |          |       |          |                                  |

##### Groupe B
| Équipe        | J | G | N | P | Bp | bC | Diff | Pts |
| ------------- | - | - | - | - | -- | -- | ---- | --- |
| Japon         | 2 | 1 | 1 | 0 | 4  | 0  | +4   | 4   |
| Corée du Nord | 2 | 1 | 1 | 0 | 2  | 0  | +2   | 4   |
| Thaïlande     | 2 | 0 | 0 | 2 | 0  | 6  | –6   | 0   |

| 14 novembre | Thaïlande | 0 – 4 | Japon | Huangpu Sports Center, Guangzhou |
| 19:00       |           |       |       |                                  |

| 16 novembre | Thaïlande | 0 – 2 | Corée du Nord | Huangpu Sports Center, Guangzhou |
| 19:00       |           |       |               |                                  |

| 18 novembre | Japon | 0 – 0 | Corée du Nord | University City Stadium, Guangzhou |
| 16:00       |       |       |               |                                    |

#### Tableau final
|  | Demi-finales                 | Demi-finales                 |                        |   | Finale                   | Finale                   |
|  | Demi-finales                 | Demi-finales                 |                        |   | Finale                   | Finale                   |
|  |                              |                              |                        |   |                          |                          |
|  | 20 novembre 16:00 Yuexiushan | 20 novembre 16:00 Yuexiushan |                        |   | 22 novembre 19:00 Tianhe | 22 novembre 19:00 Tianhe |
|  | 20 novembre 16:00 Yuexiushan | 20 novembre 16:00 Yuexiushan |                        |   | 22 novembre 19:00 Tianhe | 22 novembre 19:00 Tianhe |
|  | Japon a. p.                  | 1                            |                        |   | 22 novembre 19:00 Tianhe | 22 novembre 19:00 Tianhe |
|  | Japon a. p.                  | 1                            |                        |   | 22 novembre 19:00 Tianhe | 22 novembre 19:00 Tianhe |
|  | Chine                        | 0                            |                        |   | 22 novembre 19:00 Tianhe | 22 novembre 19:00 Tianhe |
|  | Chine                        | 0                            | Japon                  | 1 |                          |                          |
|  | 20 novembre 19:00 Tianhe     |                              | Japon                  | 1 |                          |                          |
|  |                              | Corée du Nord                | 0                      |   |                          |                          |
|  | Corée du Sud                 | Corée du Nord                | 0                      | 1 |                          |                          |
|  | Corée du Sud                 |                              |                        | 1 |                          |                          |
|  | Corée du Nord a. p.          | 3                            |                        |   |                          |                          |
|  | Corée du Nord a. p.          | 3                            | Match pour la 3e place |   |                          |                          |
|  |                              |                              |                        |   |                          |                          |
|  | 22 novembre 15:30 Tianhe     |                              |                        |   |                          |                          |
|  |                              |                              |                        |   |                          |                          |
|  | Chine                        | 0                            |                        |   |                          |                          |
|  | Chine                        | 0                            |                        |   |                          |                          |
|  | Corée du Sud                 | 2                            |                        |   |                          |                          |
|  | Corée du Sud                 | 2                            |                        |   |                          |                          |

## Sources
- 2010 Asian Games Official Website
- Resultats